# دائرة باب الوادي
دائرة باب الوادي إحدى دوائر الجزائر التابعة لولاية الجزائر. عاصمتها هي باب الوادي و تضم بلديات باب الوادي و القصبة و بولوغين و الرايس حميدو وواد قريش.

## منشآت
- ثانوية الأمير عبد القادر
- حديقة براغ
- زاوية سي السعدي
- المعهد الوطني العالي للموسيقى
- ساحة باب الوادي
- ساحة عبد الرحمان ميرة

## الساحل البحري
تمتاز هذه الدائرة العاصمية بساحل متوسطي طوله بعض الكيلومترات.
ويطل أو يرتبط ساحل هذه الدائرة بخليج الجزائر ذي الحركية الكبيرة السياحية والتجارية.
كما تحتضن هذه الدائرة العديد من الشواطئ البحرية.

## شخصيات
- شاهيناز بوسحاقي
- مصطفى تومي

## مواضيع ذات صلة
- تاريخ ولاية الجزائر
- دوائر ولاية الجزائر
- بلديات ولاية الجزائر